# Gare de Maintenon
La gare de Maintenon est une gare ferroviaire française de la ligne de Paris-Montparnasse à Brest, située sur le territoire de la commune de Maintenon, dans le département d'Eure-et-Loir, en région Centre-Val de Loire.
C'est une gare de la Société nationale des chemins de fer français (SNCF) desservie par les trains du réseau TER Centre-Val de Loire.

## Situation ferroviaire

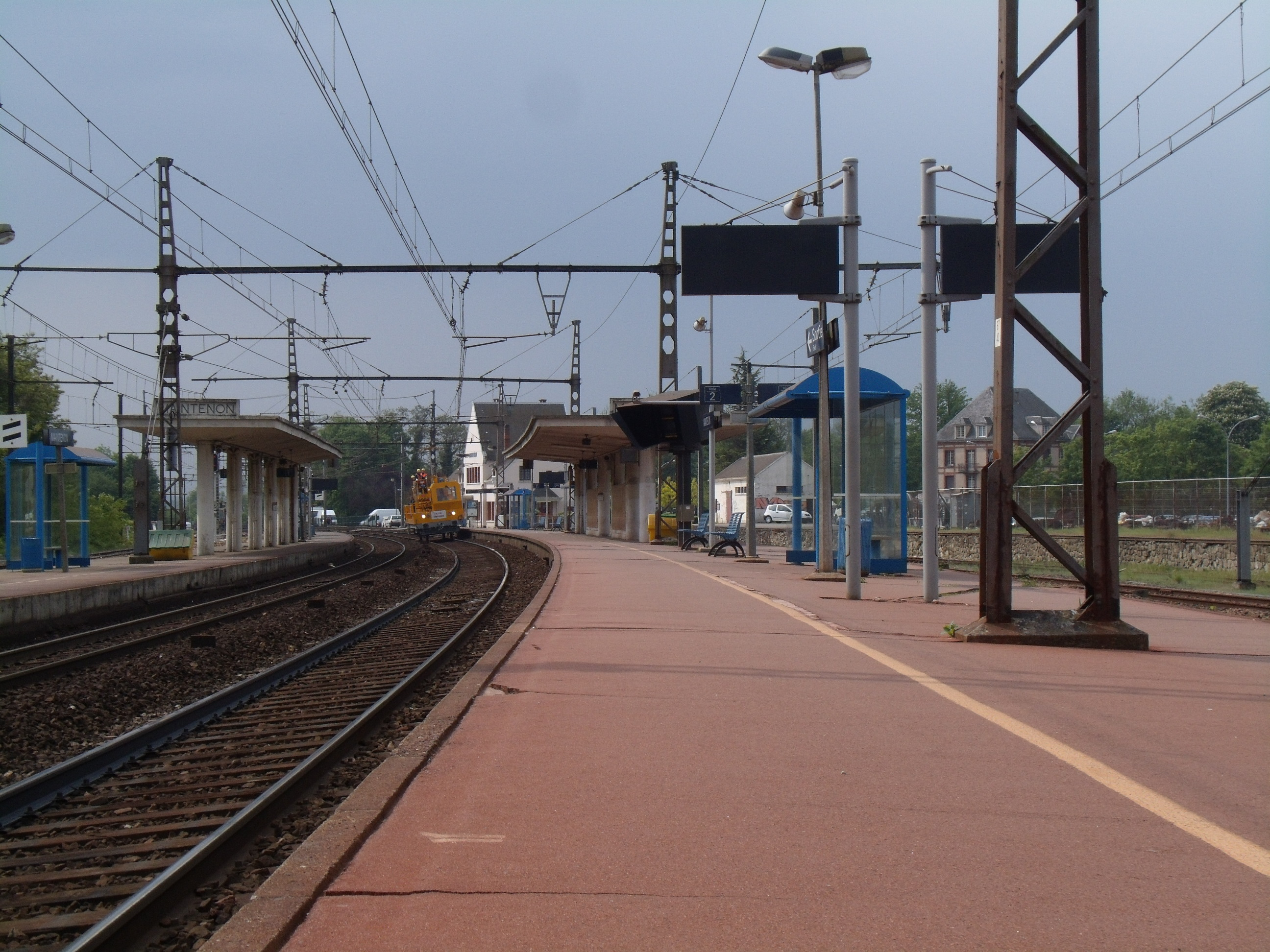
Vue depuis les quais.

Ancienne gare de bifurcation, elle est située au point kilométrique (PK) 68,066 de la ligne de Paris-Montparnasse à Brest, entre les gares ouvertes d'Épernon et Saint-Piat et au PK 21,8 de l'ancienne ligne d'Auneau-Ville à Dreux aujourd'hui déclassée.
Son altitude est de 121 m.

## Histoire
Le tronçon entre la gare de Versailles-Chantiers et la gare de Chartres est mis en service le 12 juillet 1849.
Par la suite, une ligne d'Auneau-Ville à Dreux a été construite, se raccordant à la ligne de Paris-Montparnasse à Brest vers Maintenon. Le raccordement côté Auneau était au sud du viaduc, en remblai, tandis que le raccordement côté Dreux était situé immédiatement en sortie de gare.
La position de la gare de Maintenon sur cette ligne a justifié l'installation d'une petite annexe traction dotée de quelques machines. Plusieurs embranchements particuliers d'importance, dont la laiterie Maggi, justifient la présence de deux chevaux de manœuvre.
La ligne vers Auneau a été déferrée entre Maintenon et Gallardon Pont en 1936, par des Malgaches.
En 1937, la ligne principale est électrifiée et modernisée. On construit un évitement long entre Épernon et Maintenon. Un projet de modernisation du viaduc, dont l'étroitesse nécessite l'utilisation de voies imbriquées, est envisagée un temps.
Lors de la Seconde Guerre mondiale, Maintenon est un point stratégique, à cause de son viaduc sur la Voise, et du fait de sa situation à proximité de dépôts de munitions. Un poste de commandement allemand est installé non loin de la gare, suivi peu après de l'installation d'une batterie antiaérienne, dont les cuvelages existent toujours. Plusieurs bombardements visent la gare, sans provoquer de dégâts majeurs, jusqu'à ce qu'un de ceux-ci détruise deux arches du viaduc. Celles-ci sont reconstruites par le génie militaire et la ligne remise en service, jusqu'à une action de la Résistance le 18 février 1944, par une mine magnétique posée sur un wagon, qui s'avéra être de munitions, provoque la destruction de toute la zone de la gare.
Au total, ce sont quarante wagons d'explosifs qui détonnent et le souffle a été tel qu'il a brisé des vitres jusqu'à Jouy et s'est entendu à Chartres. Les morts se comptent par dizaines : trente-cinq morts et treize disparus sont à recenser. Il y eut environ 300 blessés à cause des projections de débris ; quatre piles du viaduc sont détruites et les arbres abattus jusqu'à 600 m de distance.
Après guerre, la gare sera reconstruite provisoirement tout comme le viaduc, puis un nouvel ensemble sera édifié. C'est cette seconde gare qui sera reproduite en modélisme par la firme Jouef. Les installations sont simplifiées et intègrent les dernières améliorations : passage souterrain desservant deux quais pour 16 voitures, installations marchandises intégrant un silo à grain, voie équipée pour l'annexe traction...
Jusqu'à six embranchements ou quais privés existeront dans les débords : trois silos, EDF, un fabricant de chaudières et un charbonnier.
Sur la ligne de Dreux, seule la section de Maintenon à Nogent-le-Roi (moulin de Ruffin) connaît une certaine activité. La section de Dreux à Écluzelles sera déclassée dans les années 1960, après avoir servi de garage de wagons réformés.
Le restant de la ligne sera déclassé puis déposé dans la foulée au début des années 1990. Un tel empressement peut s'expliquer par un projet d'ouverture d'un chemin de fer touristique sur cette ligne traversant une jolie vallée, proche de la région parisienne.
Depuis 1995, il n'y a plus d'activité marchandises. La grande cour a été réaménagée en parking au début des années 2000. Le silo qui la bordait a été détruit en 2007.
En 2023 et durant les quatre années précédentes, la fréquentation annuelle de la gare s'élève, selon les estimations de la SNCF, aux nombres indiqués dans le tableau ci-dessous.
| Année                      | 2015      | 2016      | 2017      | 2018      | 2019      | 2020      | 2021      | 2022      | 2023      |
| -------------------------- | --------- | --------- | --------- | --------- | --------- | --------- | --------- | --------- | --------- |
| Voyageurs seuls            | 1 216 557 | 1 207 819 | 1 209 835 | 1 482 831 | 1 232 897 | 920 336   | 1 080 974 | 1 352 209 | 1 353 829 |
| Voyageurs et non voyageurs | 1 520 697 | 1 509 774 | 1 512 294 | 1 186 265 | 1 541 122 | 1 150 420 | 1 351 217 | 1 690 262 | 1 692 286 |

## Service des voyageurs

### Accueil
Elle est équipée de deux quais centraux encadrant quatre voies. Le changement de quai se fait par un passage souterrain.

### Dessertes
La gare est desservie par les trains du réseau TER Centre-Val de Loire circulant entre Paris-Montparnasse et Chartres. Certains d’entre eux sont prolongés ou amorcés en gare de Nogent-le-Rotrou, voire Le Mans. Chaque jour ouvrable de base, 33 trains desservent la gare dans chaque sens ; les missions se décomposent ainsi :
- Paris ↔ Chartres : 21 allers-retours par jour en semaine desservant pour la plupart toutes les gares de Rambouillet à Chartres ainsi que Versailles-Chantiers.
- Paris ↔ Nogent-le-Rotrou : 3 allers-retours par jour en semaine et ne desservent que Versailles-Chantiers, Rambouillet, Épernon, Chartres, et toutes les gares de Chartres jusqu’au terminus, Nogent ;
- Paris ↔ Le Mans, au nombre de 9 par sens en semaine et desservant pour la plupart les mêmes gares que les missions Nogent entre Paris et Chartres, et les gares de Courville-sur-Eure, La Loupe, Nogent-le-Rotrou, La Ferté-Bernard et Connerré - Beillé.

Tous les TER marquant l'arrêt en gare de Maintenon, marquent également l'arrêt à Épernon.
Le temps de trajet est d'environ 2 heures depuis Le Mans, 1 heure 15 minutes depuis Nogent-le-Rotrou, 20 minutes depuis Chartres et 50 minutes depuis Paris-Montparnasse.

### Intermodalité
La gare est desservie par les lignes 8, 12, 20 et 22 du Réseau de mobilité interurbaine (Rémi).